# ソーラーウィンズ
ソーラーウィンズ・インク（SolarWinds, Inc）は、ネットワーク・マネージメント・ソフトウェアの開発会社である。1998年設立。テキサス州オースティンに本社を置く米国のITベンダーである。

## 概要
2009年5月21日にNYSEに上場した。ネットワーク運用の製品群Orionを主要製品として展開。
ソーラーウィンズは、ネットワークの性能管理を実現する「Network Performance Monitor」をはじめ、サーバーやストレージ、IPアドレス、トラフィック、ログ・イベント、仮想環境などの統括管理を実現するツールを提供している。

## 事件
2020年12月13日、同社が提供し大手企業や米国政府機関などで広く使われているネットワーク管理ソフトウェア「Orion」を導入している企業/機関が、ロシアからと見られるサイバー攻撃の被害に遭い、内部情報などを盗まれたことが明らかになった。同社の製品開発部門がクラッカーに侵入され、製品に不正なコードを埋め込まれ、気付かないままアップデートなどで顧客企業/機関に配布された。同社のウェブサイトや政府データによると、同社の製品販売先には米国の国務省や 商務省、 財務省、疾病対策センター（CDC）、連邦捜査局（FBI）、米軍の５部門全て、フォーチュン500社のうち425社などが含まれ、既に国土安全保障省、財務省、国務省、エネルギー省らがサイバー攻撃の被害を受けた事が分かっている。攻撃は2020年3月から始まり被害は膨大だと推測されるが、2020年12月現在、被害の全容は分かっていない。